# المعلم ناجي
المعلم ناجي (بالتركية العثمانية: معلم ناجى، وبالتركية الحديثة: Muallim Naci) ـ (1850 ـ 1893) هو كاتب وشاعر ومعلم وناقد أدبي تركي.
عاش المعلم ناجي في الدولة العثمانية إبان حقبة التنظيمات، وكان من أنصار التحديث مع الحفاظ على الروابط مع التراث. اشتغل بنقد الشعر والنثر على حد سواء، ونال مكانة مرموقة في الأدب والمجتمع التركيين، إذ كان له العديد من الآراء بشأن قضايا تركيا والأفكار التي من شأنها الإسهام في حلها.
توفي المعلم ناجي في إسطنبول سنة 1893، ودُفن في فناء تربة السلطان محمود الثاني.

## مؤلفاته
- لغت ناجى: وهو معجم للغة التركية العثمانية، يعد من أبرز أعماله.